# August Weizenberg

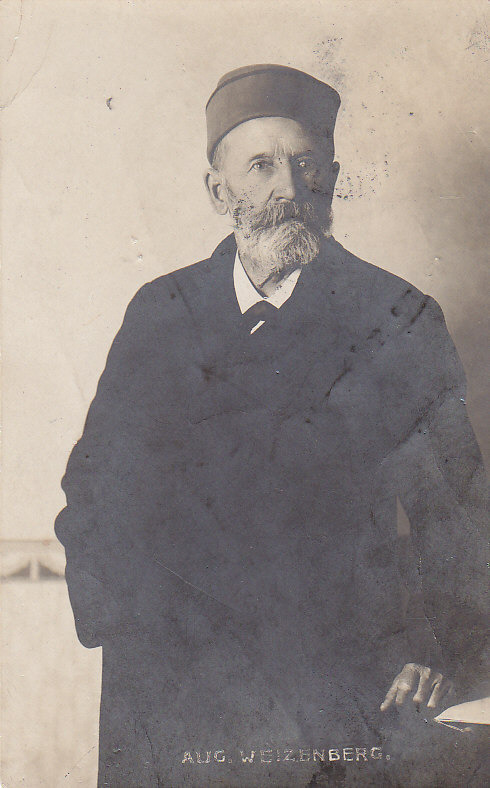
Retrato del escultor en 1916.

August Weizenberg ,nacido el 6 de abril de 1837 en Ritsik y fallecido el 22 de noviembre de 1921 en Tallin, fue un escultor de Estonia. Se le considera el fundador de la escultura moderna en Estonia.

## Datos biográficos
Formación
August Weizenberg  fue hijo de un zapatero. Aprendió a tallar la madera como carpintero en una finca de Erastvere de 1858 a 1862. En la década de 1860 trabajó como ebanista en Francfut am Main y Berlín. Con el apoyo del mecenas Friedrich Reinhold Kreutzwald, viajó a San Petersburgo en 1865, siendo allí alumno del escultor Alexander Bock. Más tarde fue invitado como alumno de la Academia Imperial de las Artes. Desde 1870 hasta 1873 estudió en la Academia de Bellas Artes de Múnich.
Vida de artista
De 1873 a 1890 vivió Weizenberg como pintor independiente en Roma. 

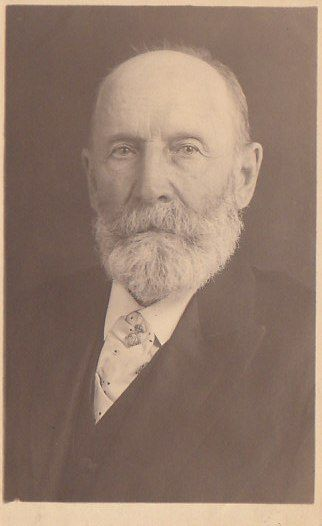
Retrato del escultor en 1917.